# Ramones
Die Ramones waren eine US-amerikanische Rockband aus dem Stadtbezirk Queens in New York City. Sie galten als Prototyp der Punkband, obwohl der Begriff Punk als Genrebezeichnung erst später als Ausdruck einer britischen Subkultur populär wurde. Die Ramones schufen Mitte der 1970er Jahre eher ungewollt eine neue Musikrichtung, da sie eine Abneigung gegen die damals produzierte Rockmusik im Zeitalter von Pink Floyd und Led Zeppelin hatten.

“When we started up in March of ’74, it was because the bands we loved, the rock ’n’ roll that we knew, had disappeared. We were playing music for ourselves.”

„Als wir im März ’74 begannen [aufzutreten], geschah das, weil die Bands, die wir liebten, der Rock ’n’ Roll, den wir kannten, verschwunden waren. Wir spielten Musik für uns selbst.“

Ihre Musik orientierte sich an wenigen Vorbildern wie The Who, den Kinks, den Beach Boys, den Stooges, MC5 und dem amerikanischen Rock ’n’ Roll der 1950er Jahre. Typisch waren einfache Harmonien und Strukturen sowie das völlige Fehlen von Soli, Intros oder Übergängen. Sie bilden damit die totale Antithese zu Stilrichtungen wie Artrock, Progressive Rock oder Fusion. Dafür waren die Songs durch extreme Geschwindigkeit und Lautstärke gekennzeichnet. Ebenso simpel wie die Kompositionen waren auch die Texte gehalten, die oft an Kinderreime erinnerten, in ihrer Thematik aber explizit auf die sozialen Probleme und Fragestellungen der 1970er Jahre eingingen.

## Herkunft des Namens
Die Mitglieder ersetzten ihren jeweiligen Familiennamen durch Ramone und erweckten damit beim Beobachter den Eindruck eines Verwandtschaftsverhältnisses. Der Name „Ramone“ ist dem Pseudonym Paul Ramon entliehen, das Paul McCartney in den Anfangstagen der Beatles im Jahr 1960 für eine Schottlandtournee benutzte, die die Gruppe unter dem Namen The Silver Beetles als Begleitband von Johnny Gentle unternahm.

## Geschichte
Die Ramones wurden am 28. Januar 1974 in New York bei einer Probe in den Performance Studios gegründet, die von Tamás Erdélyi (später bekannt als Tommy Ramone) und Monte Melnick, späterer Tour-Manager, betrieben wurden. Die Erstbesetzung bestand aus John Cummings an der Gitarre, Douglas Colvin an Bass und Gesang, und Jeffrey Hyman am Schlagzeug. Alle drei kamen aus dem New Yorker Stadtteil Queens. Nach einiger Zeit begannen sie, sich die bekannten Künstlernamen zu geben, und wurden als Ramones bekannt. Colvin (Dee Dee Ramone) erkannte, dass er nicht gleichzeitig Bass spielen und singen konnte, also wurde Jeffrey Hyman (Joey Ramone) der neue Sänger, allerdings bestand nun die Notwendigkeit, einen neuen Drummer zu suchen. Nachdem einige Kandidaten getestet worden waren, wurde Tommy Ramone neuer Schlagzeuger der Band. Sie begannen, ihre ersten Konzerte in New York zu spielen, vor allem in Clubs wie dem CBGB, wo auch andere Gruppen der Zeit, wie Blondie, Richard Hell & The Voidoids und die New York Dolls, spielten. Diese ersten Konzerte werden von Zeitzeugen als legendär beschrieben, da die Ramones lauter und schneller spielten als alle ihre Konkurrenten; die Konzertdauer betrug zwischen 20 und 30 Minuten. Die meisten Songs der Band schrieb Douglas Colvin. In dieser Zeit kam die Band auch in Kontakt mit der New Yorker Kunstszene; dies führte sie unter anderem mit Seymour Stein zusammen, der sie für das Label „Sire Records“ unter Vertrag nahm, auf dem 1976 ihre Debüt-LP Ramones veröffentlicht wurde.
1979 spielten die Ramones eine Rolle in dem Film Rock ’n’ Roll Highschool von Roger Corman, zu dessen Filmmusik sie diverse Stücke beisteuerten. An dessen Ende, während eines Konzertes der Band, ging die titelgebende High School in Flammen auf. In der Planungsphase des Filmes gab es Überlegungen, den Film mit Disco-Musik zu unterlegen, man entschied sich dann aber für die Ramones. Trotz der Mitarbeit in dem Film blieb der große Durchbruch in den USA allerdings aus. Die Ramones spielten weiterhin in kleineren Clubs und verkauften relativ wenig Schallplatten. Nachdem selbst die Zusammenarbeit mit dem Bombast-Produzenten Phil Spector für das Album End of the Century nicht den gewünschten Erfolg gezeigt hatte, beschränkte man sich darauf, ausgiebig zu touren, um damit den Lebensunterhalt zu bestreiten.
Tommy Ramone verließ die Gruppe bereits 1978, da ihm die immer stärker werdende Tourneetätigkeit nicht zusagte und er sich lieber auf eine Tätigkeit als Produzent konzentrieren wollte. Er wurde durch Marc Bell (Marky Ramone) ersetzt, eine bekannte Größe der New Yorker Szene (unter anderem Schlagzeuger von Richard Hell and the Voidoids). Gesundheitliche Probleme durch erheblichen Alkoholkonsum zwangen diesen zu einer Pause, die Lücke füllte Richard Beau (Richie Ramone) im Angestelltenverhältnis. Drei Alben später verließ er wegen eines Streits über die Beteiligung an Erlösen aus dem T-Shirt-Verkauf die Ramones, und Marky Ramone, der nun abstinent war, wurde wieder eingesetzt. In der Übergangszeit spielte Clem Burke, der Schlagzeuger von Blondie, für zwei Auftritte als Elvis Ramone das Schlagzeug.
Live-Auftritte der Band folgten üblicherweise diesem Schema: Unmittelbar vor dem Betreten der Bühne wurde The Good, The Bad and the Ugly von Ennio Morricone von Band abgespielt; danach begann das Konzert. Pausen wurden selten gemacht; und wenn, dann nur, damit Dee Dee Ramone den nächsten Song anzählen („one-chew-free-far“ anstatt „one, two, three, four“) konnte. Zu dem Song Pinhead hielt Joey Ramone meist ein Schild mit der Aufschrift Gabba Gabba Hey! in die Luft, zusätzlich sprang während des Liedes ein mit einer Maske verkleideter Roadie über die Bühne.
Innerhalb der Band gab es über lange Jahre erhebliche Differenzen. Besonders Joey und Johnny haben längere Zeit nicht miteinander gesprochen. Dies lag daran, dass Johnny Joey für einen eher schlechten Sänger hielt und dass Johnnys spätere Ehefrau Linda ursprünglich Joeys Freundin war; aber auch die politischen Überzeugungen der beiden waren gegensätzlich. Joey war eher linksliberal eingestellt; Johnny Anhänger der konservativen Präsidenten Ronald Reagan und George H. W. Bush. Diese Differenzen konnten sie bis zu ihrem Tode nicht mehr beilegen.
Dee Dee Ramone verließ im Jahre 1989 die Band, um eine Karriere als Rapper (Dee Dee King) zu verfolgen; er blieb den Ramones aber weiter als Songschreiber verbunden. Sein Nachfolger wurde der bis dahin unbekannte Christopher Joseph Ward (C. J. Ramone), der Berichten zufolge zunächst aus dem Strafarrest des United States Marine Corps entlassen werden musste, da er sich unerlaubt von der Truppe entfernt hatte. Im selben Jahr steuerte die Band das Lied Pet Sematary zum Soundtrack der Verfilmung des gleichnamigen Romans von Stephen King bei (deutscher Titel: Friedhof der Kuscheltiere). Der weiter ausbleibende große Erfolg zu Zeiten von Bands wie Nirvana, Pearl Jam und The Offspring, die alle mehr oder weniger von den Ramones beeinflusst waren, führte dazu, dass die Band sich im Jahre 1996, nach insgesamt zweiundzwanzig Jahren Karriere, schließlich auflöste. Eines der letzten Konzerte fand in Buenos Aires statt. Im Vorprogramm spielten Iggy Pop und Die Toten Hosen, zudem stand die damals noch wenig bekannte Band Rammstein zwischen dem 23. und 30. Januar 1996 bei acht Deutschlandkonzerten der Adios Amigos Tour der Ramones als Special Guest auf der Bühne. Das letzte Konzert fand am 6. August 1996 im Palace in Hollywood statt.
2001 starb Joey Ramone nach langer Krankheit an Lymphdrüsenkrebs; vorher hatte er noch Gelegenheit, seine Solo-Platte Don’t Worry About Me fertigzustellen, die posthum erschien. 2012 erschien von Joey Ramone ein weiteres „lost album“ namens …Ya Know! für das Demoaufnahmen verwendet wurden. Dee Dee Ramone bekam seine langjährige Drogenabhängigkeit nicht in den Griff und starb 2002 an einer Überdosis Heroin (Chinese Rock). Johnny Ramone starb 2004 an Prostatakrebs. Tommy Ramone starb am 11. Juli 2014 an Gallengangskrebs.

## Bedeutung
Viele Rockbands nennen die Ramones als einen ihrer Einflüsse. Motörhead haben ihnen 1991 mit dem Song R.A.M.O.N.E.S. ihre Anerkennung zum Ausdruck gebracht, viele andere Bands haben Coverversionen der Ramones im Programm. Mehrere Tribut-Sampler existieren, der bekannteste ist die im Jahre 2004 erschienene Sammlung We’re A Happy Family – A Tribute To Ramones, auf der Bands wie Metallica, die Red Hot Chili Peppers, Rob Zombie, Kiss, U2 und Marilyn Manson vertreten sind.
Auch von Musikjournalisten wurde die Gruppe ausgiebig gewürdigt. Beispielsweise fanden sich die Ramones in der Februar-Ausgabe des US-Musikmagazins Spin auf Platz zwei in einer Liste der „Greatest Band of all Time“, hinter den Beatles und vor Led Zeppelin. In den verschiedenen Listen der Zeitschrift Rolling Stone tauchten die Ramones ebenfalls auf, unter anderem zweimal bei den besten Alben aller Zeiten (Ramones auf Platz 33, Rocket to Russia auf Platz 105) sowie auf Rang 26 der 100 größten Musiker aller Zeiten.

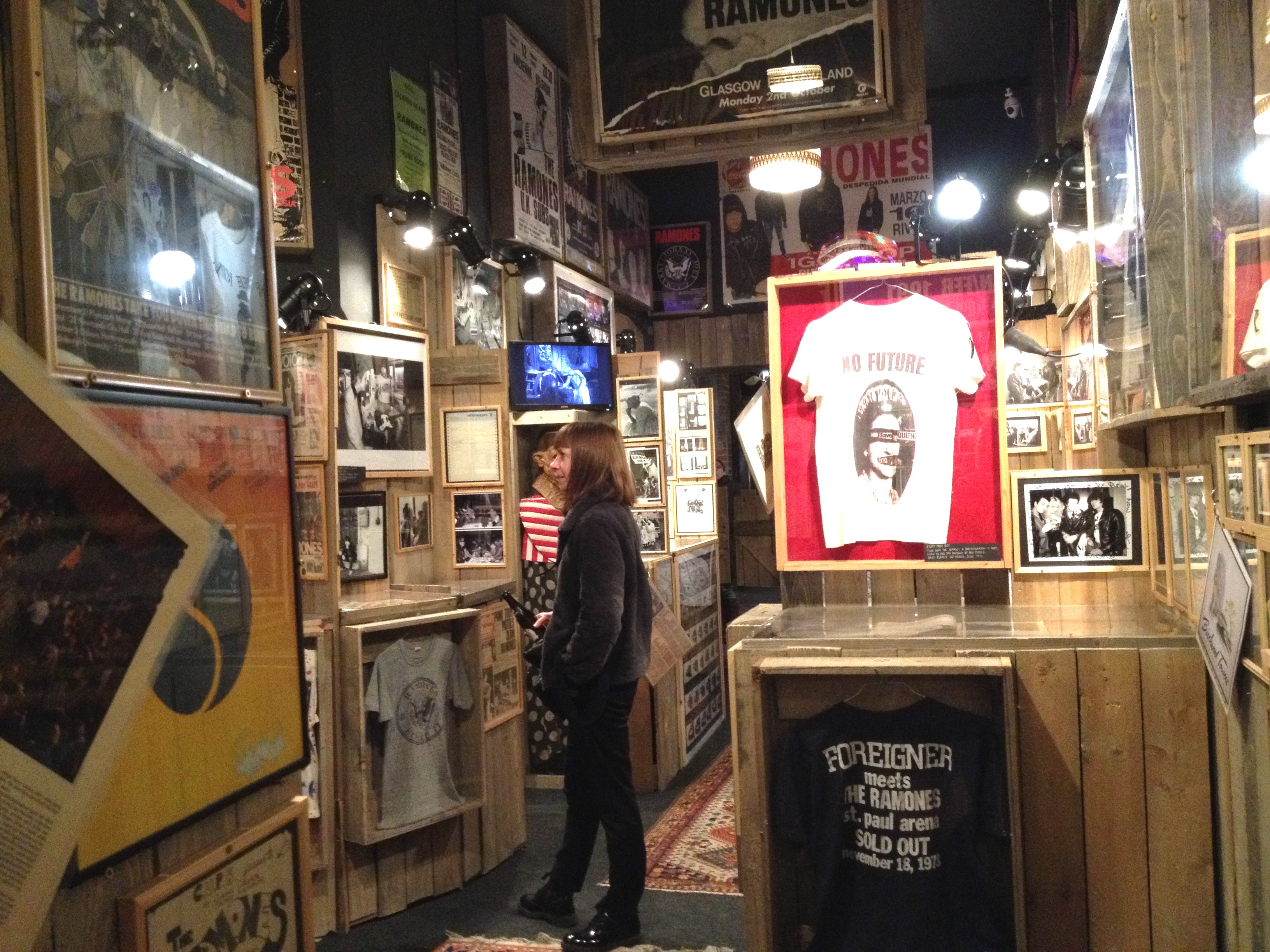
Raum im Ramones-Museum Berlin (2020)

2002 wurden die Ramones in die Rock and Roll Hall of Fame aufgenommen. Im September 2005 eröffnete in Berlin das weltweit erste Ramones-Museum. Am 10. Mai 2005 startete in Berlin unter der Regie von Jörg Buttgereit das Ramones-Musical Gabba Gabba Hey – A Lower East Side Love Story mit Jürg Plüß und Katja Götz in den Hauptrollen und Rolf Zacher in mehreren Nebenrollen.
Im Februar 2011 wurden die Ramones von der National Academy of Recording Arts and Sciences mit einem Grammy Lifetime Achievement Award für ihr Lebenswerk geehrt.
Vier Vertreter einer ausgestorbenen Trilobitengattung wurden nach den Ramones benannt: Mackenziurus johnnyi, M. joeyi, M. deedeei und M. ceejayi.
Stephen King ist ein Fan der Band und lässt in seinen Büchern oft die Ramones auftauchen; für die Verfilmung (1989) des Romans Friedhof der Kuscheltiere komponierte die Band den Titelsong (Pet Sematary), für das Sequel (1992) steuerten sie den Song Poison Heart bei. Auch für mehrere weitere Filme, z. B. Bowling for Columbine (2002; What A Wonderful World), Terminator: Genisys (2015; I Wanna Be Sedated), Shazam! (2019; I Don't Want To Grow Up), werden Lieder der Ramones als Filmmusik verwendet.
In der Zeichentrickserie Oggy und die Kakerlaken wurden die Kakerlaken nach den Bandmitgliedern benannt.
In der Simpsons-Episode Rosebud (dt. Titel: Kampf um Bobo; Staffel 5) hat die Band einen Auftritt, bei dem sie Mr. Burns ein Geburtstagsständchen vorträgt. Darüber hinaus werden in weiteren Folgen der Serie Musikstücke der Band eingespielt.

## Diskografie
Studioalben

| Jahr | Titel Musiklabel                                        | Höchstplatzierung, Gesamtwochen, AuszeichnungChartplatzierungen (Jahr, Titel, Musiklabel, Platzierungen, Wochen, Auszeichnungen, Anmerkungen) | Höchstplatzierung, Gesamtwochen, AuszeichnungChartplatzierungen (Jahr, Titel, Musiklabel, Platzierungen, Wochen, Auszeichnungen, Anmerkungen) | Höchstplatzierung, Gesamtwochen, AuszeichnungChartplatzierungen (Jahr, Titel, Musiklabel, Platzierungen, Wochen, Auszeichnungen, Anmerkungen) | Anmerkungen                                                             |
| Jahr | Titel Musiklabel                                        | DE | UK | US | Anmerkungen                                                             |
| ---- | ------------------------------------------------------- | --- | --- | --- | ----------------------------------------------------------------------- |
| 1976 | Ramones Sire Records                                    | DE44 (1 Wo.)DE | UK— SilberUK | US111 Gold · (19 Wo.)US | Erstveröffentlichung: 23. April 1976; Platz 33 der Rolling-Stone-500    |
| 1977 | Leave Home Sire Records                                 | — | UK45 (1 Wo.)UK | US148 (10 Wo.)US | Erstveröffentlichung: 10. Januar 1977                                   |
| 1977 | Rocket to Russia Sire Records                           | — | UK60 (2 Wo.)UK | US49 (25 Wo.)US | Erstveröffentlichung: 4. November 1977; Platz 105 der Rolling-Stone-500 |
| 1978 | Road to Ruin Sire Records                               | — | UK32 (3 Wo.)UK | US103 (11 Wo.)US | Erstveröffentlichung: 22. September 1978                                |
| 1980 | End of the Century Sire Records                         | — | UK14 (8 Wo.)UK | US44 (14 Wo.)US | Erstveröffentlichung: 4. Februar 1980                                   |
| 1981 | Pleasant Dreams Sire Records                            | — | — | US58 (11 Wo.)US | Erstveröffentlichung: 20. Juli 1981                                     |
| 1983 | Subterranean Jungle Sire Records                        | — | — | US83 (9 Wo.)US | Erstveröffentlichung: 28. Februar 1983                                  |
| 1984 | Too Tough to Die Sire Records, Beggars Banquet Records  | — | UK63 (3 Wo.)UK | US171 (6 Wo.)US | Erstveröffentlichung: 1. Oktober 1984                                   |
| 1986 | Animal Boy Sire Records, Beggars Banquet Records        | — | UK38 (2 Wo.)UK | US143 (6 Wo.)US | Erstveröffentlichung: 19. Mai 1986                                      |
| 1987 | Halfway to Sanity Sire Records, Beggars Banquet Records | — | UK78 (1 Wo.)UK | US172 (3 Wo.)US | Erstveröffentlichung: 15. September 1987                                |
| 1989 | Brain Drain Sire Records, Chrysalis Records             | — | UK75 (1 Wo.)UK | US122 (6 Wo.)US | Erstveröffentlichung: 18. Mai 1989                                      |
| 1992 | Mondo Bizarro Sire Records, Chrysalis Records           | — | — | US190 (1 Wo.)US | Erstveröffentlichung: 1. September 1992                                 |
| 1993 | Acid Eaters Radioactive Records, Chrysalis Records      | — | — | US179 (1 Wo.)US | Erstveröffentlichung: 1. Dezember 1993                                  |
| 1995 | Adios Amigos Radioactive Records, Chrysalis Records     | — | UK62 (1 Wo.)UK | US148 (1 Wo.)US | Erstveröffentlichung: 18. Juli 1995                                     |

## Filme

### Spielfilme
- 1976: The Blank Generation (Ivan Král, Amos Poe)
- 1979: Rock ’n’ Roll Highschool (Allan Arkush)
- 1999: Lifestyles of the Ramones (George Seninara)
- 2002: The Ramones and I (Rusty Nails)

### Gastauftritte
- 1993: The Simpsons: Rosebud (Staffel 5, Episode 4)